# Michel Beck
Michel Beck (Böcke, Böök, Boeck), var en svensk guldsmed.
Beck arbetade redan då han första gången omtalas 1630 för hovet. 9 oktober 1631 blev han guldsmedsmästare i Stockholm. 1655-1671 var han hovguldsmed. Han var död 1673, då hans hustru sägs vara änka.
Bland hans arbeten märks en stor mängs kyrksilver för Slottskapellet, Storkyrkan, Maria kyrka, Klara kyrka, Södertälje kyrka, Jakobs kyrka, Norrsunda kyrka, Stora Mellösa kyrka. Hans arbeten finns även på Statens historiska museum, Nordiska museet, samt skattkammaren i Moskva.